# Willie Weeks

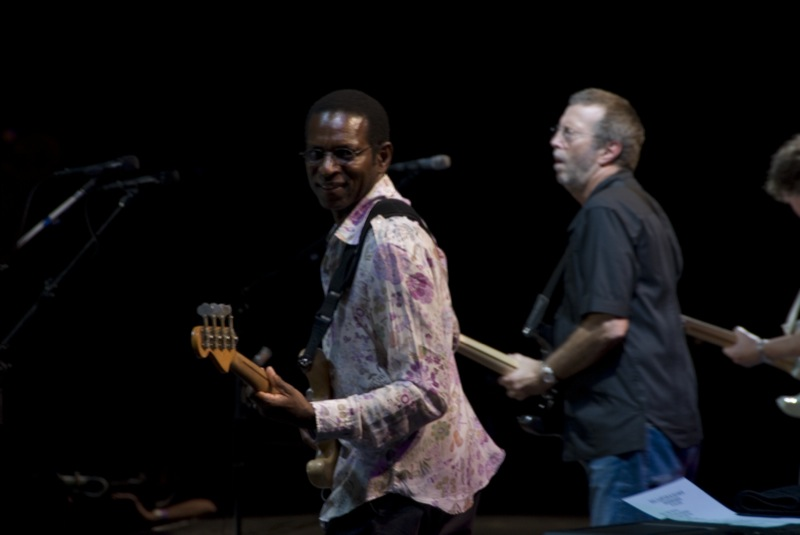
Willie Weeks 2007, mit Eric Clapton

Willie Weeks (* 1947 in Salemburg, North Carolina) ist ein US-amerikanischer Bassgitarrist.

## Leben
Weeks war 1970 Gründungsmitglied der Funkband Rufus. 1973 trennte er sich von der Band und begann seine Karriere als Studio- und Gastmusiker. So spielte er unter anderem für Stevie Wonders Album Innervisions den Bass ein, es folgten Aufnahmen mit den The Rolling Stones, Rod Stewart, Aretha Franklin und Don McLean. Zwischen 1974 und 1982 spielte er den Bass auf allen Studioalben von George Harrison. Auch mit David Bowie und Randy Newman arbeitete er an mehreren von deren Alben. 1998 hatte er einen kleinen Auftritt im Spielfilm Blues Brothers 2000 als Bassist der Louisiana Gator Boys. Zwischen 2006 und 2007 war er mit Eric Clapton auf Welttournee.

## Diskografie (Auswahl)
- 1972: Live - Donny Hathaway
- 1973: Innervisions – Stevie Wonder
- 1974: Dark Horse – George Harrison
- 1974: Good Old Boys – Randy Newman
- 1975: Extra Texture (Read All About It) – George Harrison
- 1975: Young Americans – David Bowie
- 1976: Thirty Three & 1/3 – George Harrison
- 1974: Little Criminals – Randy Newman
- 1974: It’s Only Rock ’n’ Roll – The Rolling Stones
- 1976: A Night on the Town – Rod Stewart
- 1979: George Harrison – George Harrison
- 1979: Born Again – Randy Newman
- 1981: Somewhere in England – George Harrison
- 1981: Another Face – David Bowie
- 1982: Rare – David Bowie
- 1982: Gone Troppo – George Harrison
- 1985: Crazy from the Heat – David Lee Roth
- 1992: Play me Backwards – Joan Baez
- 1995: One Clear Voice – Peter Cetera
- 1995: Baton Rouge - Larry Garner
- 1999: At the Close of a Century – Stevie Wonder
- 2006: The Road to Escondido – J.J. Cale, Eric Clapton
- 2006: Continuum – John Mayer
- 2010: Clapton – Eric Clapton
- 2013: Old Sock – Eric Clapton